# Бевърли Хилс
Бевърли Хилс (на английски: Beverly Hills) е град в окръг Лос Анджелис, щата Калифорния, САЩ.
Градът е дом за много знаменитости, разполага с разкошни хотели, там е и известният търговски район Родео Драйв. В Бевърли Хилс живеят такива знаменитости като Голди Хоун, Кърт Ръсел, Стивън Спилбърг, Силвестър Сталоун, Мики Рурк, Еди Мърфи, Мик Джагър, Тони Къртис, Деми Мур, Брус Уилис, Ким Кардашян, Аштън Кътчър, Мила Кунис.
Първоначално тук е имало испанско ранчо, където са отглеждани бобови култури. Бевърли Хилс е основан през 1914 г. от група инвеститори, които не успели да намерят нефт, но вместо това намерили вода и в края на краищата решили да превърнат ранчото в град.

## География
Градовете Бевърли Хилс и Западен Холивуд са изцяло обградени от град Лос Анджелис.
Бевърли Хилс е с население от 34 109 жители (2010), а общата му площ е 14,7 km², изцяло суша.

## 90210
90210 е един от пощенските индекси на Бевърли Хилс в северната част на града, който е най-популярния в света пощенски индекс благодарение на тийнейджърския сериал „Бевърли Хилс, 90210“. Другите два пощенски индекса са 90211 и 90212 (пощенски индекс на училището в Бевърли Хилс).

## Известни личности
Починали в Бевърли Хилс
- Томас Харпър Инс (1882 – 1924), филмов продуцент
- Джанет Лий (1927 – 2004), актриса
- Луи Мал (1932 – 1995), френски кинорежисьор
- Адолф Менжу (1890 – 1963), актьор
- Ървинг Стоун (1900 – 1989), писател
- Мей Уити (1865 – 1948), английска актриса
- Питър Фолк (1927 – 2011), актьор
- Уитни Хюстън (1963 – 2012), певица и актриса
- Рей Чарлс (1930 – 2004), музикант

## Побратимени градове
- Акапулко, Мексико, от 7 юни 1988 г.